# Sertularella flabellum
Sertularella flabellum är en nässeldjursart som först beskrevs av George James Allman 1885.  Sertularella flabellum ingår i släktet Sertularella och familjen Sertulariidae. Inga underarter finns listade i Catalogue of Life.